# Magodendron
Genre
Classification phylogénétique
Magodendron est un genre de plantes à fleurs de la famille des Sapotaceae, comprenant deux espèces d'arbres originaires de la Nouvelle-Guinée.

## Liste d'espèces
- Magodendron mennyae Vink, Blumea 40: 104 (1995).
- Magodendron venefici C.T.White & W.D.Francis) Vink, Nova Guinea, n.s., 8: 125 (1957).